# Marty Paich
Marty Paich, de son vrai nom Martin Louis Paich, né à Oakland (Californie) le 23 janvier 1925 et mort à Santa Ynez (Californie) le 12 août 1995 est un pianiste, arrangeur, chef d'orchestre et producteur américain. Il est un des grands arrangeurs du Jazz West Coast dans les années 1950. Il est le père de l'artiste David Paich, fondateur du groupe de rock Toto.

## Biographie
Au début des années 1950, Marty Paich travaille comme arrangeur ou producteur de nombreuses sessions d'enregistrement de jazz. Son travail se retrouve sur des albums de Jazz West Coast de Shorty Rogers, Art Pepper, Dave Pell, Shelly Manne comme sur des disques de Ray Brown, Ella Fitzgerald, Anita O'Day, Mel Tormé, Stan Kenton, Buddy Rich ou Terry Gibbs.
À partir de la deuxième moitié de la décennie, il enregistre des disques sous son nom, notamment avec Art Pepper.
Il participe à l'enregistrement de la bande-son du film Dune (écrite par Toto)  en dirigeant l'Orchestre symphonique de Vienne et les chœurs de l'opéra de Vienne.

## Mort
Marty Paych meurt le 12 août 1995 des suites d’un cancer du côlon, à Santa Ynez, en Californie.

## Discographie partielle

### Comme leader
- 1956 : The Marty Paich Quartet Featuring  Art Pepper, Tampa Records TP28
- 1957 : Marty Paich Trio, Mode Records
- 1958: Marty Paich, Cadence Records
- 1959 : The Broadway Bit, Warner Brothers 1296
- 1959 : I Get A Boot Out Of You, Warner Brothers 1349

### Comme sideman
- 1954 : Herb Geller, Milt Bernhart, John Graas, Don Fagerquist, Marty Paich, Howard Roberts, Curtis Counce, Larry Bunker : Jazz Studio 2 - From Hollywood, Decca, DL 8079

### Comme arrangeur
- 1959 : Art Pepper+Eleven : Modern Jazz Classics, Contemporary
- 1991 : Michael Jackson : Dangerous

## Sources
- Biography sur le site Martypaich.com